# Élections cantonales de 1992 dans le Gard
Les élections cantonales ont eu lieu les 22 et 29 mars 1992.
Lors de ces élections, 23 des 46 cantons du Gard ont été renouvelés. Elles ont vu la reconduction de la majorité socialiste dirigée par Gilbert Baumet, président du conseil général depuis 1982.

## Résultats à l’échelle du département
Répartition départementale des résultats (2e tour).
- EXG (2,35 %)
- PCF (14,34 %)
- PS (19,94 %)
- PRG (1,51 %)
- Majorité (13,62 %)
- RPR (15,49 %)
- UDF (19,63 %)
- DVD (4,23 %)
- FN (8,89 %)

| Étiquette      | Étiquette                          | Premier tour | Premier tour | Second tour | Second tour | Sièges |
| Étiquette      | Étiquette                          | Voix         | %            | Voix        | %           | Sièges |
| -------------- | ---------------------------------- | ------------ | ------------ | ----------- | ----------- | ------ |
|                | Parti socialiste                   | 21 971       | 17,89        | 19 721      | 19,94       | 6      |
|                | Majorité présidentielle            | 19 872       | 16,18        | 13 465      | 13,62       | 8      |
|                | Parti communiste français          | 19 695       | 16,04        | 14 178      | 14,34       | 3      |
|                | Extrême gauche                     | 1 407        | 1,15         | 2 327       | 2,35        | 0      |
|                | Parti radical de gauche            | 512          | 0,42         | 1 495       | 1,51        | 0      |
| Gauche         | Gauche                             | 63 457       | 51,68        | 51 186      | 51,76       | 17     |
|                |                                    |              |              |             |             |        |
|                | Front national                     | 17 531       | 14,27        | 8 789       | 8,89        | 0      |
|                | Union pour la démocratie française | 16 138       | 13,14        | 19 416      | 19,63       | 4      |
|                | Rassemblement pour la République   | 11 068       | 9,01         | 15 320      | 15,49       | 2      |
|                | Divers droite                      | 4 034        | 3,28         | 4 182       | 4,23        | 0      |
| Droite         | Droite                             | 48 771       | 39,70        | 47 707      | 48,24       | 6      |
|                |                                    |              |              |             |             |        |
|                | Les Verts                          | 10 210       | 8,31         |             |             |        |
|                | Génération écologie                | 385          | 0,31         |             |             |        |
| Écologistes    | Écologistes                        | 10 595       | 8,62         |             |             |        |
|                |                                    |              |              |             |             |        |
| Inscrits       | Inscrits                           | 176 421      | 100,00       | 160 667     | 100,00      |        |
| Abstention     | Abstention                         | 47 676       | 27,02        | 53 511      | 33,31       |        |
| Votants        | Votants                            | 128 745      | 72,98        | 107 156     | 66,69       |        |
| Blancs et nuls | Blancs et nuls                     | 5 922        | 4,60         | 8 263       | 7,71        |        |
| Exprimés       | Exprimés                           | 122 823      | 95,40        | 98 893      | 92,29       |        |

## Résultats par canton

### Canton d'Aigues-Mortes
| Candidats      | Candidats        | Étiquette      | Premier tour | Premier tour | Second tour | Second tour |
| Candidats      | Candidats        | Étiquette      | Voix         | %            | Voix        | %           |
| -------------- | ---------------- | -------------- | ------------ | ------------ | ----------- | ----------- |
|                | Étienne Mourrut* | RPR            | 2 565        | 38,10        | 3 741       | 61,65       |
|                | Sodol Colombini  | EXG            | 909          | 13,50        | 2 327       | 38,35       |
|                | Jean-Pierre Bas  | PCF            | 821          | 12,19        |             |             |
|                | Francis Artero   | FN             | 818          | 12,15        |             |             |
|                | Monique Montoya  | PS             | 486          | 7,22         |             |             |
|                | René Brezun      | PS             | 485          | 7,20         |             |             |
|                | Valérie Cambot   | Verts          | 370          | 5,50         |             |             |
|                | Jacques Fontaine | DVD            | 279          | 4,14         |             |             |
|                |                  |                |              |              |             |             |
| Inscrits       | Inscrits         | Inscrits       | 9 373        | 100,00       | 9 370       | 100,00      |
| Abstention     | Abstention       | Abstention     | 2 277        | 24,29        | 2 704       | 28,86       |
| Votants        | Votants          | Votants        | 7 096        | 75,71        | 6 666       | 71,14       |
| Blancs et nuls | Blancs et nuls   | Blancs et nuls | 363          | 5,12         | 598         | 8,97        |
| Exprimés       | Exprimés         | Exprimés       | 6 733        | 94,88        | 6 068       | 91,03       |

*sortant

### Canton d'Alès-Nord-Est
| Candidats      | Candidats        | Étiquette      | Premier tour | Premier tour | Second tour | Second tour |
| Candidats      | Candidats        | Étiquette      | Voix         | %            | Voix        | %           |
| -------------- | ---------------- | -------------- | ------------ | ------------ | ----------- | ----------- |
|                | Jacky Valy       | PCF            | 3 025        | 32,19        | 3 726       | 42,07       |
|                | Georges Petit    | PS             | 2 123        | 22,59        | 3 616       | 40,83       |
|                | Max Roustan      | UDF            | 1 679        | 17,87        | 2           | 0,02        |
|                | Francis Bassier  | FN             | 1 413        | 15,04        | 1 513       | 17,08       |
|                | Philippe Vallon  | Verts          | 830          | 8,83         |             |             |
|                | Jean-Paul Benoit | DVD            | 328          | 3,49         |             |             |
|                |                  |                |              |              |             |             |
| Inscrits       | Inscrits         | Inscrits       | 13 644       | 100,00       | 13 644      | 100,00      |
| Abstention     | Abstention       | Abstention     | 3 733        | 27,36        | 4 277       | 31,35       |
| Votants        | Votants          | Votants        | 9 911        | 72,64        | 9 367       | 68,65       |
| Blancs et nuls | Blancs et nuls   | Blancs et nuls | 513          | 5,18         | 510         | 5,44        |
| Exprimés       | Exprimés         | Exprimés       | 9 398        | 94,82        | 8 857       | 94,56       |

### Canton d'Alès-Ouest
| Candidats      | Candidats           | Étiquette      | Premier tour | Premier tour | Second tour | Second tour |
| Candidats      | Candidats           | Étiquette      | Voix         | %            | Voix        | %           |
| -------------- | ------------------- | -------------- | ------------ | ------------ | ----------- | ----------- |
|                | Fernand Balez*      | PCF            | 3 194        | 26,96        | 5 038       | 47,17       |
|                | Jean-Michel Vergnes | FN             | 2 210        | 18,66        | 2 226       | 20,84       |
|                | Jean Sirvin         | PS             | 1 941        | 16,39        | 2           | 0,02        |
|                | Paul Hernandez      | RPR            | 1 890        | 15,95        | 3 415       | 31,97       |
|                | Thierry Tournaire   | Verts          | 1 083        | 9,14         |             |             |
|                | Gilbert Vezon       | UDF            | 872          | 7,36         |             |             |
|                | Georges Fernandez   | PS             | 656          | 5,54         |             |             |
|                | Yvon Catois         | EXD            | 0            | 0,00         |             |             |
|                |                     |                |              |              |             |             |
| Inscrits       | Inscrits            | Inscrits       | 18 127       | 100,00       | 18 127      | 100,00      |
| Abstention     | Abstention          | Abstention     | 5 503        | 30,36        | 6 592       | 36,37       |
| Votants        | Votants             | Votants        | 12 624       | 69,64        | 11 535      | 63,63       |
| Blancs et nuls | Blancs et nuls      | Blancs et nuls | 778          | 6,16         | 854         | 7,40        |
| Exprimés       | Exprimés            | Exprimés       | 11 846       | 93,84        | 10 681      | 92,60       |

*sortant

### Canton d'Alzon
| Candidats      | Candidats                | Étiquette      | Premier tour | Premier tour |
| Candidats      | Candidats                | Étiquette      | Voix         | %            |
| -------------- | ------------------------ | -------------- | ------------ | ------------ |
|                | Jean-Claude Roustant*    | PS             | 464          | 75,08        |
|                | Claude Roussenac d'Olier | PCF            | 40           | 6,47         |
|                | André Roux               | Verts          | 39           | 6,31         |
|                | Max Bres                 | PS             | 38           | 6,15         |
|                | Christian Pierre         | FN             | 37           | 5,99         |
|                |                          |                |              |              |
| Inscrits       | Inscrits                 | Inscrits       | 882          | 100,00       |
| Abstention     | Abstention               | Abstention     | 229          | 25,96        |
| Votants        | Votants                  | Votants        | 653          | 74,04        |
| Blancs et nuls | Blancs et nuls           | Blancs et nuls | 35           | 5,36         |
| Exprimés       | Exprimés                 | Exprimés       | 618          | 94,64        |

*sortant

### Canton de Barjac
| Candidats      | Candidats            | Étiquette      | Premier tour | Premier tour | Second tour | Second tour |
| Candidats      | Candidats            | Étiquette      | Voix         | %            | Voix        | %           |
| -------------- | -------------------- | -------------- | ------------ | ------------ | ----------- | ----------- |
|                | Bernard Raoux        | PS             | 1 047        | 47,59        | 1 193       | 52,16       |
|                | Edouard Chaulet*     | PCF            | 936          | 42,55        | 1 094       | 47,84       |
|                | Jean-François Compan | FN             | 91           | 4,14         |             |             |
|                | Marcel Garsia        | GE             | 63           | 2,86         |             |             |
|                | Bruno Sabatier       | Verts          | 63           | 2,86         |             |             |
|                |                      |                |              |              |             |             |
| Inscrits       | Inscrits             | Inscrits       | 2 737        | 100,00       | 2 708       | 100,00      |
| Abstention     | Abstention           | Abstention     | 457          | 16,70        | 361         | 13,33       |
| Votants        | Votants              | Votants        | 2 280        | 83,30        | 2 347       | 86,67       |
| Blancs et nuls | Blancs et nuls       | Blancs et nuls | 80           | 3,51         | 60          | 2,56        |
| Exprimés       | Exprimés             | Exprimés       | 2 200        | 96,49        | 2 287       | 97,44       |

*sortant

### Canton de Bessèges
| Candidats      | Candidats        | Étiquette      | Premier tour | Premier tour | Second tour | Second tour |
| Candidats      | Candidats        | Étiquette      | Voix         | %            | Voix        | %           |
| -------------- | ---------------- | -------------- | ------------ | ------------ | ----------- | ----------- |
|                | André Rouvière*  | PS             | 1 659        | 43,12        | 2 010       | 51,92       |
|                | Roland Aspord    | DVD            | 1 323        | 34,39        | 1 861       | 48,08       |
|                | Leandre Bischeri | PCF            | 507          | 13,18        |             |             |
|                | Francois Hugerot | Verts          | 184          | 4,78         |             |             |
|                | Regine Courtial  | FN             | 174          | 4,52         |             |             |
|                |                  |                |              |              |             |             |
| Inscrits       | Inscrits         | Inscrits       | 4 965        | 100,00       | 4 965       | 100,00      |
| Abstention     | Abstention       | Abstention     | 957          | 19,27        | 871         | 17,54       |
| Votants        | Votants          | Votants        | 4 008        | 80,73        | 4 094       | 82,46       |
| Blancs et nuls | Blancs et nuls   | Blancs et nuls | 161          | 4,02         | 223         | 5,45        |
| Exprimés       | Exprimés         | Exprimés       | 3 847        | 95,98        | 3 871       | 94,55       |

*sortant

### Canton de Lédignan
| Candidats      | Candidats                   | Étiquette      | Premier tour | Premier tour | Second tour | Second tour |
| Candidats      | Candidats                   | Étiquette      | Voix         | %            | Voix        | %           |
| -------------- | --------------------------- | -------------- | ------------ | ------------ | ----------- | ----------- |
|                | Françoise Laurent-Perrigot* | PS             | 1 282        | 47,15        | 1 508       | 67,23       |
|                | Bernard Clement             | PCF            | 531          | 19,53        | 3           | 0,13        |
|                | Marc Floutier               | RPR            | 365          | 13,42        | 732         | 32,63       |
|                | Nathalie Maire              | FN             | 334          | 12,28        |             |             |
|                | Eugénie Ortiz               | Verts          | 207          | 7,61         |             |             |
|                |                             |                |              |              |             |             |
| Inscrits       | Inscrits                    | Inscrits       | 3 617        | 100,00       | 3 617       | 100,00      |
| Abstention     | Abstention                  | Abstention     | 720          | 19,91        | 1 032       | 28,53       |
| Votants        | Votants                     | Votants        | 2 897        | 80,09        | 2 585       | 71,47       |
| Blancs et nuls | Blancs et nuls              | Blancs et nuls | 178          | 6,14         | 342         | 13,23       |
| Exprimés       | Exprimés                    | Exprimés       | 2 719        | 93,86        | 2 243       | 86,77       |

*sortant

### Canton de Nimes-3
| Candidats      | Candidats                 | Étiquette      | Premier tour | Premier tour | Second tour | Second tour |
| Candidats      | Candidats                 | Étiquette      | Voix         | %            | Voix        | %           |
| -------------- | ------------------------- | -------------- | ------------ | ------------ | ----------- | ----------- |
|                | Camille Lapierre*         | UDF            | 2 677        | 31,59        | 4 386       | 69,31       |
|                | Lorrain de Saint-Affrique | FN             | 1 825        | 21,53        | 1 942       | 30,69       |
|                | Jacques Longuet           | PS             | 1 334        | 15,74        |             |             |
|                | Wladimir Guiu             | PCF            | 1 326        | 15,65        |             |             |
|                | Alain Masseguin           | Verts          | 1 137        | 13,42        |             |             |
|                | Louis Magnano             | DVD            | 176          | 2,08         |             |             |
|                |                           |                |              |              |             |             |
| Inscrits       | Inscrits                  | Inscrits       | 13 385       | 100,00       | 13 381      | 100,00      |
| Abstention     | Abstention                | Abstention     | 4 561        | 34,08        | 5 990       | 44,76       |
| Votants        | Votants                   | Votants        | 8 824        | 65,92        | 7 391       | 55,24       |
| Blancs et nuls | Blancs et nuls            | Blancs et nuls | 349          | 3,96         | 1 063       | 14,38       |
| Exprimés       | Exprimés                  | Exprimés       | 8 475        | 96,04        | 6 328       | 85,62       |

*sortant

### Canton de Nimes-4
| Candidats      | Candidats                 | Étiquette      | Premier tour | Premier tour | Second tour | Second tour |
| Candidats      | Candidats                 | Étiquette      | Voix         | %            | Voix        | %           |
| -------------- | ------------------------- | -------------- | ------------ | ------------ | ----------- | ----------- |
|                | Antoine Castelnau*        | UDF            | 2 171        | 34,74        | 3 327       | 73,40       |
|                | Lorrain de Saint-Affrique | FN             | 1 275        | 20,40        | 1 206       | 26,60       |
|                | Alain Fabre-Pujol         | PS             | 1 022        | 16,35        |             |             |
|                | Xavier Etienne            | Verts          | 648          | 10,37        |             |             |
|                | Claude Lamouroux          | PCF            | 642          | 10,27        |             |             |
|                | Frederic Bompard          | PS             | 353          | 5,65         |             |             |
|                | Michel Baptiste           | DVD            | 139          | 2,22         |             |             |
|                |                           |                |              |              |             |             |
| Inscrits       | Inscrits                  | Inscrits       | 10 227       | 100,00       | 10 223      | 100,00      |
| Abstention     | Abstention                | Abstention     | 3 713        | 36,31        | 5 085       | 49,74       |
| Votants        | Votants                   | Votants        | 6 514        | 63,69        | 5 138       | 50,26       |
| Blancs et nuls | Blancs et nuls            | Blancs et nuls | 264          | 4,05         | 605         | 11,78       |
| Exprimés       | Exprimés                  | Exprimés       | 6 250        | 95,95        | 4 533       | 88,22       |

*sortant

### Canton de Nimes-5
| Candidats      | Candidats         | Étiquette      | Premier tour | Premier tour | Second tour | Second tour |
| Candidats      | Candidats         | Étiquette      | Voix         | %            | Voix        | %           |
| -------------- | ----------------- | -------------- | ------------ | ------------ | ----------- | ----------- |
|                | Alain Boule*      | RPR            | 1 715        | 34,53        | 1 897       | 46,20       |
|                | Michel Servile    | FN             | 1 056        | 21,26        | 832         | 20,26       |
|                | Bernard Casaurang | PS             | 913          | 18,38        | 1 377       | 33,54       |
|                | Marie Verdeil     | PCF            | 665          | 13,39        |             |             |
|                | Gilbert Grondin   | Verts          | 618          | 12,44        |             |             |
|                |                   |                |              |              |             |             |
| Inscrits       | Inscrits          | Inscrits       | 8 067        | 100,00       | 8 064       | 100,00      |
| Abstention     | Abstention        | Abstention     | 2 835        | 35,14        | 3 678       | 45,61       |
| Votants        | Votants           | Votants        | 5 232        | 64,86        | 4 386       | 54,39       |
| Blancs et nuls | Blancs et nuls    | Blancs et nuls | 265          | 5,06         | 280         | 6,38        |
| Exprimés       | Exprimés          | Exprimés       | 4 967        | 94,94        | 4 106       | 93,62       |

*sortant

### Canton de Pont-Saint-Esprit
| Candidats      | Candidats           | Étiquette      | Premier tour | Premier tour |
| Candidats      | Candidats           | Étiquette      | Voix         | %            |
| -------------- | ------------------- | -------------- | ------------ | ------------ |
|                | Gilbert Baumet*     | PS             | 5 407        | 61,51        |
|                | Louis Moulin        | RPR            | 1 232        | 14,02        |
|                | Frédéric Serre      | FN             | 956          | 10,88        |
|                | Marie-Anne Sabatier | Verts          | 636          | 7,24         |
|                | Jean-Marie Daver    | PCF            | 559          | 6,36         |
|                |                     |                |              |              |
| Inscrits       | Inscrits            | Inscrits       | 11 795       | 100,00       |
| Abstention     | Abstention          | Abstention     | 2 682        | 22,74        |
| Votants        | Votants             | Votants        | 9 113        | 77,26        |
| Blancs et nuls | Blancs et nuls      | Blancs et nuls | 323          | 3,54         |
| Exprimés       | Exprimés            | Exprimés       | 8 790        | 96,46        |

*sortant

### Canton de Roquemaure
| Candidats      | Candidats       | Étiquette      | Premier tour | Premier tour | Second tour | Second tour |
| Candidats      | Candidats       | Étiquette      | Voix         | %            | Voix        | %           |
| -------------- | --------------- | -------------- | ------------ | ------------ | ----------- | ----------- |
|                | René Mathieu*   | PCF            | 3 110        | 34,54        | 4 317       | 50,96       |
|                | Michel Anastasy | UDF            | 2 427        | 26,96        | 3 223       | 38,05       |
|                | Patrice Prat    | PS             | 1 411        | 15,67        | Retrait     | Retrait     |
|                | Henri Guiot     | FN             | 1 322        | 14,68        | 931         | 10,99       |
|                | Alain Bertolino | Verts          | 733          | 8,14         |             |             |
|                |                 |                |              |              |             |             |
| Inscrits       | Inscrits        | Inscrits       | 12 530       | 100,00       | 12 528      | 100,00      |
| Abstention     | Abstention      | Abstention     | 3 096        | 24,71        | 3 530       | 28,18       |
| Votants        | Votants         | Votants        | 9 434        | 75,29        | 8 998       | 71,82       |
| Blancs et nuls | Blancs et nuls  | Blancs et nuls | 431          | 4,57         | 527         | 5,86        |
| Exprimés       | Exprimés        | Exprimés       | 9 003        | 95,43        | 8 471       | 94,14       |

*sortant

### Canton de Saint-André-de-Valborgne
| Candidats      | Candidats      | Étiquette      | Premier tour | Premier tour |
| Candidats      | Candidats      | Étiquette      | Voix         | %            |
| -------------- | -------------- | -------------- | ------------ | ------------ |
|                | Roger Atger*   | PS             | 512          | 74,64        |
|                | Roger Travier  | Verts          | 55           | 8,02         |
|                | Marc Delouche  | PCF            | 51           | 7,43         |
|                | Gilbert Pittet | FN             | 38           | 5,54         |
|                | Max Bres       | PS             | 30           | 4,37         |
|                |                |                |              |              |
| Inscrits       | Inscrits       | Inscrits       | 959          | 100,00       |
| Abstention     | Abstention     | Abstention     | 237          | 24,71        |
| Votants        | Votants        | Votants        | 722          | 75,29        |
| Blancs et nuls | Blancs et nuls | Blancs et nuls | 36           | 4,99         |
| Exprimés       | Exprimés       | Exprimés       | 686          | 95,01        |

*sortant

### Canton de Saint-Chaptes
| Candidats      | Candidats            | Étiquette      | Premier tour | Premier tour | Second tour | Second tour |
| Candidats      | Candidats            | Étiquette      | Voix         | %            | Voix        | %           |
| -------------- | -------------------- | -------------- | ------------ | ------------ | ----------- | ----------- |
|                | Jean Carreyron*      | PS             | 1 314        | 27,77        | 2 024       | 46,58       |
|                | Yves Maurin          | DVD            | 809          | 17,10        | 1 307       | 30,08       |
|                | Claude Vian          | DVD            | 681          | 14,39        | 1014        | 23,34       |
|                | Robert Ponge         | FN             | 629          | 13,30        |             |             |
|                | Jean-Claude Carriere | PS             | 540          | 11,41        |             |             |
|                | Paul Picard          | PCF            | 471          | 9,96         |             |             |
|                | Claude Dailly        | Verts          | 287          | 6,07         |             |             |
|                |                      |                |              |              |             |             |
| Inscrits       | Inscrits             | Inscrits       | 6 606        | 100,00       | 6 605       | 100,00      |
| Abstention     | Abstention           | Abstention     | 1 631        | 24,69        | 1 941       | 29,39       |
| Votants        | Votants              | Votants        | 4 975        | 75,31        | 4 664       | 70,61       |
| Blancs et nuls | Blancs et nuls       | Blancs et nuls | 244          | 4,90         | 319         | 6,84        |
| Exprimés       | Exprimés             | Exprimés       | 4 731        | 95,10        | 4 345       | 93,16       |

*sortant

### Canton de Saint-Jean-du-Gard
| Candidats      | Candidats          | Étiquette      | Premier tour | Premier tour | Second tour | Second tour |
| Candidats      | Candidats          | Étiquette      | Voix         | %            | Voix        | %           |
| -------------- | ------------------ | -------------- | ------------ | ------------ | ----------- | ----------- |
|                | Lucien Affortit    | PS             | 753          | 37,26        | 1 116       | 57,73       |
|                | Robert Ruas*       | UDF            | 709          | 35,08        | 817         | 42,27       |
|                | Pierre Berthoumieu | PS             | 165          | 8,16         |             |             |
|                | Marcel Benedetti   | PCF            | 145          | 7,17         |             |             |
|                | Michel Launay      | Verts          | 131          | 6,48         |             |             |
|                | Louis Madelain     | FN             | 89           | 4,40         |             |             |
|                | Jean-Paul Lafont   | DVD            | 29           | 1,43         |             |             |
|                |                    |                |              |              |             |             |
| Inscrits       | Inscrits           | Inscrits       | 2 609        | 100,00       | 2 608       | 100,00      |
| Abstention     | Abstention         | Abstention     | 513          | 19,66        | 579         | 22,20       |
| Votants        | Votants            | Votants        | 2 096        | 80,34        | 2 029       | 77,80       |
| Blancs et nuls | Blancs et nuls     | Blancs et nuls | 75           | 3,58         | 96          | 4,73        |
| Exprimés       | Exprimés           | Exprimés       | 2 021        | 96,42        | 1 933       | 95,27       |

*sortant

### Canton de Saint-Mamert-du-Gard
| Candidats      | Candidats         | Étiquette      | Premier tour | Premier tour | Second tour | Second tour |
| Candidats      | Candidats         | Étiquette      | Voix         | %            | Voix        | %           |
| -------------- | ----------------- | -------------- | ------------ | ------------ | ----------- | ----------- |
|                | William Dumas     | PS             | 925          | 17,42        | 1 902       | 41,82       |
|                | Eric Canonge      | PS             | 883          | 16,63        | Retrait     | Retrait     |
|                | Régis Martin      | PS             | 790          | 14,88        | 1 253       | 27,55       |
|                | Raymond Bruguiere | RPR            | 716          | 13,49        | 1 393       | 30,63       |
|                | Jean-Marie Robert | FN             | 651          | 12,26        |             |             |
|                | Francis Serviere  | PS             | 629          | 11,85        |             |             |
|                | Michel Viala      | PCF            | 370          | 6,97         |             |             |
|                | Pierre Salis      | Verts          | 345          | 6,50         |             |             |
|                |                   |                |              |              |             |             |
| Inscrits       | Inscrits          | Inscrits       | 7 058        | 100,00       | 7 057       | 100,00      |
| Abstention     | Abstention        | Abstention     | 1 537        | 21,78        | 2 151       | 30,48       |
| Votants        | Votants           | Votants        | 5 521        | 78,22        | 4 906       | 69,52       |
| Blancs et nuls | Blancs et nuls    | Blancs et nuls | 212          | 3,84         | 358         | 7,30        |
| Exprimés       | Exprimés          | Exprimés       | 5 309        | 96,16        | 4 548       | 92,70       |

### Canton de Sommières
| Candidats      | Candidats             | Étiquette      | Premier tour | Premier tour | Second tour | Second tour |
| Candidats      | Candidats             | Étiquette      | Voix         | %            | Voix        | %           |
| -------------- | --------------------- | -------------- | ------------ | ------------ | ----------- | ----------- |
|                | Maurice Boisson*      | PS             | 1 821        | 19,80        | 2 804       | 34,97       |
|                | Alain Danilet         | RPR            | 1 705        | 18,54        | 2 769       | 34,53       |
|                | Jean-Marie Cambacérès | PS             | 1 497        | 16,28        | 2 446       | 30,50       |
|                | Henri Bunis           | FN             | 1 154        | 12,55        |             |             |
|                | Christian Fabre       | PCF            | 1 137        | 12,36        |             |             |
|                | Jean-Claude Lafont    | PS             | 773          | 8,41         |             |             |
|                | Marie-Anne Sabatier   | Verts          | 681          | 7,41         |             |             |
|                | Yves Heran            | PS             | 428          | 4,65         |             |             |
|                |                       |                |              |              |             |             |
| Inscrits       | Inscrits              | Inscrits       | 13 311       | 100,00       | 13 308      | 100,00      |
| Abstention     | Abstention            | Abstention     | 3 723        | 27,97        | 4 614       | 34,67       |
| Votants        | Votants               | Votants        | 9 588        | 72,03        | 8 694       | 65,33       |
| Blancs et nuls | Blancs et nuls        | Blancs et nuls | 392          | 4,09         | 675         | 7,76        |
| Exprimés       | Exprimés              | Exprimés       | 9 196        | 95,91        | 8 019       | 92,24       |

*sortant

### Canton de Sumène
| Candidats      | Candidats         | Étiquette      | Premier tour | Premier tour |
| Candidats      | Candidats         | Étiquette      | Voix         | %            |
| -------------- | ----------------- | -------------- | ------------ | ------------ |
|                | Jean Barral*      | PS             | 1 077        | 67,78        |
|                | Michel Fesquet    | DVD            | 270          | 16,99        |
|                | André Roux        | Verts          | 103          | 6,48         |
|                | Danielle Goissede | PCF            | 79           | 4,97         |
|                | Raymond Domergue  | FN             | 60           | 3,78         |
|                |                   |                |              |              |
| Inscrits       | Inscrits          | Inscrits       | 2 161        | 100,00       |
| Abstention     | Abstention        | Abstention     | 511          | 23,65        |
| Votants        | Votants           | Votants        | 1 650        | 76,35        |
| Blancs et nuls | Blancs et nuls    | Blancs et nuls | 61           | 3,70         |
| Exprimés       | Exprimés          | Exprimés       | 1 589        | 96,30        |

*sortant

### Canton de Trèves
| Candidats      | Candidats          | Étiquette      | Premier tour | Premier tour | Second tour | Second tour |
| Candidats      | Candidats          | Étiquette      | Voix         | %            | Voix        | %           |
| -------------- | ------------------ | -------------- | ------------ | ------------ | ----------- | ----------- |
|                | Martin Delord      | PS             | 449          | 45,35        | 531         | 52,99       |
|                | Bernard Castagnet* | PS             | 396          | 40,00        | 471         | 47,01       |
|                | Andre Thion        | PS             | 53           | 5,35         |             |             |
|                | Michel Baumel      | RPR            | 40           | 4,04         |             |             |
|                | André Marson       | PS             | 31           | 3,13         |             |             |
|                | Noelle Gisbert     | PCF            | 7            | 0,71         |             |             |
|                | Alain Rayssiguier  | Verts          | 7            | 0,71         |             |             |
|                | Serge Payat        | FN             | 7            | 0,71         |             |             |
|                |                    |                |              |              |             |             |
| Inscrits       | Inscrits           | Inscrits       | 1 158        | 100,00       | 1 156       | 100,00      |
| Abstention     | Abstention         | Abstention     | 156          | 13,47        | 145         | 12,54       |
| Votants        | Votants            | Votants        | 1 002        | 86,53        | 1 011       | 87,46       |
| Blancs et nuls | Blancs et nuls     | Blancs et nuls | 12           | 1,20         | 9           | 0,89        |
| Exprimés       | Exprimés           | Exprimés       | 990          | 98,80        | 1 002       | 99,11       |

*sortant

### Canton d'Uzès
| Candidats      | Candidats          | Étiquette      | Premier tour | Premier tour | Second tour | Second tour |
| Candidats      | Candidats          | Étiquette      | Voix         | %            | Voix        | %           |
| -------------- | ------------------ | -------------- | ------------ | ------------ | ----------- | ----------- |
|                | Jean-Luc Chapon*   | UDF            | 2 973        | 36,96        | 4 121       | 51,71       |
|                | Nicole Bouyala     | PS             | 2 629        | 32,68        | 3 849       | 48,29       |
|                | Alain Candel       | FN             | 979          | 12,17        |             |             |
|                | Mireille Raffaelly | PCF            | 597          | 7,42         |             |             |
|                | Alain Bertolino    | Verts          | 544          | 6,76         |             |             |
|                | Michel d'Ozenay    | GE             | 322          | 4,00         |             |             |
|                |                    |                |              |              |             |             |
| Inscrits       | Inscrits           | Inscrits       | 11 584       | 100,00       | 11 585      | 100,00      |
| Abstention     | Abstention         | Abstention     | 3 165        | 27,32        | 3 137       | 27,08       |
| Votants        | Votants            | Votants        | 8 419        | 72,68        | 8 448       | 72,92       |
| Blancs et nuls | Blancs et nuls     | Blancs et nuls | 375          | 4,45         | 478         | 5,66        |
| Exprimés       | Exprimés           | Exprimés       | 8 044        | 95,55        | 7 970       | 94,34       |

*sortant

### Canton de Vauvert
| Candidats      | Candidats         | Étiquette      | Premier tour | Premier tour | Second tour | Second tour |
| Candidats      | Candidats         | Étiquette      | Voix         | %            | Voix        | %           |
| -------------- | ----------------- | -------------- | ------------ | ------------ | ----------- | ----------- |
|                | Pierre André      | UDF            | 2 275        | 30,09        | 3 540       | 53,01       |
|                | Guy Roca          | PS             | 2 001        | 26,46        | 2 999       | 44,91       |
|                | Max Allieu        | FN             | 1 598        | 21,13        | 139         | 2,08        |
|                | Jean-Paul Cabanis | Verts          | 972          | 12,86        |             |             |
|                | Patrick Herrard   | PCF            | 715          | 9,46         |             |             |
|                |                   |                |              |              |             |             |
| Inscrits       | Inscrits          | Inscrits       | 10 768       | 100,00       | 10 768      | 100,00      |
| Abstention     | Abstention        | Abstention     | 2 852        | 26,49        | 3 553       | 33,00       |
| Votants        | Votants           | Votants        | 7 916        | 73,51        | 7 215       | 67,00       |
| Blancs et nuls | Blancs et nuls    | Blancs et nuls | 355          | 4,48         | 537         | 7,44        |
| Exprimés       | Exprimés          | Exprimés       | 7 561        | 95,52        | 6 678       | 92,56       |

### Canton de Vézénobres
| Candidats      | Candidats        | Étiquette      | Premier tour | Premier tour | Second tour | Second tour |
| Candidats      | Candidats        | Étiquette      | Voix         | %            | Voix        | %           |
| -------------- | ---------------- | -------------- | ------------ | ------------ | ----------- | ----------- |
|                | Jacques Gras*    | PS             | 1 145        | 31,54        | 1 749       | 53,91       |
|                | Fernand Joffre   | PRG            | 512          | 14,10        | 1 495       | 46,09       |
|                | Jacky Burdo      | PS             | 497          | 13,69        |             |             |
|                | Yves Fages       | PCF            | 442          | 12,18        |             |             |
|                | Alain Braconnier | FN             | 372          | 10,25        |             |             |
|                | Christian Burgle | UDF            | 355          | 9,78         |             |             |
|                | André Chaleil    | Verts          | 307          | 8,46         |             |             |
|                |                  |                |              |              |             |             |
| Inscrits       | Inscrits         | Inscrits       | 4 814        | 100,00       | 4 913       | 100,00      |
| Abstention     | Abstention       | Abstention     | 989          | 20,54        | 1 333       | 27,13       |
| Votants        | Votants          | Votants        | 3 825        | 79,46        | 3 580       | 72,87       |
| Blancs et nuls | Blancs et nuls   | Blancs et nuls | 195          | 5,10         | 336         | 9,39        |
| Exprimés       | Exprimés         | Exprimés       | 3 630        | 94,90        | 3 244       | 90,61       |

*sortant

### Canton du Vigan
| Candidats      | Candidats          | Étiquette      | Premier tour | Premier tour | Second tour | Second tour |
| Candidats      | Candidats          | Étiquette      | Voix         | %            | Voix        | %           |
| -------------- | ------------------ | -------------- | ------------ | ------------ | ----------- | ----------- |
|                | Alain Journet*     | PS             | 1 832        | 43,41        | 2 336       | 62,98       |
|                | Pierre Calvet      | RPR            | 840          | 19,91        | 1 373       | 37,02       |
|                | Jacques Trintignac | EXG            | 498          | 11,80        |             |             |
|                | Bernard Portales   | FN             | 443          | 10,50        |             |             |
|                | Serge Ressiguier   | PCF            | 325          | 7,70         |             |             |
|                | Andre Roux         | Verts          | 230          | 5,45         |             |             |
|                | Max Bres           | PS             | 52           | 1,23         |             |             |
|                |                    |                |              |              |             |             |
| Inscrits       | Inscrits           | Inscrits       | 6 044        | 100,00       | 6 040       | 100,00      |
| Abstention     | Abstention         | Abstention     | 1 599        | 26,46        | 1 938       | 32,09       |
| Votants        | Votants            | Votants        | 4 445        | 73,54        | 4 102       | 67,91       |
| Blancs et nuls | Blancs et nuls     | Blancs et nuls | 225          | 5,06         | 393         | 9,58        |
| Exprimés       | Exprimés           | Exprimés       | 4 220        | 94,94        | 3 709       | 90,42       |

*sortant